# Володимир Ярославич (князь новгородський)
Володи́мир Яросла́вич (1020 — 4 жовтня 1052) — князь новгородський (1034—1052) був первістком від укладеного 1019 р. шлюбу Ярослава Мудрого з принцесою Інгігердою, дочкою короля Швеції Улофа III Шетконунга. Первинно вважався деякими дослідниками його старшим сином від першого шлюбу з благовірною княгинею Анною (хрещена Іриною). Уявлення про Володимира, як про сина Анни (яке фіксують не раніше І половини XIV ст.), ймовірно, виникло внаслідок того, що з середини XI ст. раки обох знаходилися поруч у новгородському Софійському соборі.

## Біографія
Князь Ярослав посадив старшого сина на князювання у Новгороді, давши новгородцям грамоту з наказом платити по ній данину. За свідченнями одних літописів, це сталося 1030 року, за твердженнями більшості — 1034 року. Грушевський писав про 1036 рік.
При юному князеві першою людиною був тисяцький Вишата. Рівночасно у 1034 р. з Києва прибув до Новгорода новий єпископ Лука Жидята. У 1036 р. було ліквідоване Псковське князівство, а його землі приєднані до Новгорода. По смерті ладозького ярла Ейліва Рангвалдсона в 1037 р. і цей уділ було також повернено до складу Новгородської землі.
Володимиром була продовжена політика просування новгородців в північні фінські землі. У 1042 році кінна дружина молодого князя здійснила звитяжний похід на землі Ємі заонезької — східнофінського племені, яке займало території північніше Онезького озера. Володимир Ярославич їх переміг, але сталася моровиця коней від якоїсь пошесті, і воїни князя втратили цю перемогу.

### Похід на Царгород
На початку травня наступного 1043 року за наказом батька князь Володимир очолив свій найбільш відомий похід — на Царгород (Константинополь). Похід великого флоту русичів на Візантію було організовано для покарання греків за образу руських купців у Царгороді та за вбивство одного з них. «Воєводство» багатотисячного руського війська Ярослав доручив досвідченому Вишаті; крім того, в числі воєвод згадується Іван Творимирич. До складу війська входили також скандинавські найманці, зокрема, згадується майбутній норвезький король та зять Ярослава Мудрого Гаральд III Суворий.
Хід русько-візантійської війни відновлюється за показаннями як руських літописів, так і іноземних джерел — грецьких (Михайло Псьол, Іоанн Скилица, Михайло Атталіат) і східних (Ібн ал-Асир, Бар-Гебра і ін.). Втім, зрозуміло, що цей похід князя на Візантію не був вдалим.
На шляху до Царгорода флотилія зупинилася у гирлі Дунаю. Володимира зустріли посли імператора Костянтина IX Мономаха (правив у 1042—1054 рр.), обіцяючи ім'ям імператора покарати вбивць купця. За свідченням новгородсько-софійських літописів, між скандинавами і київським військом виникли розбіжності щодо подальшого продовження війни: кияни («русь») пропонували зупинитися, а «варяги» (скандинави) вимагали негайно йти до Царгорода. Так чи інакше, але князь Володимир відпустив послів ні з чим, ухваливши рішення продовжувати похід і в липні на човнах наблизився до міста.
На вторинну пропозицію миру з боку імператора Володимир Ярославович погоджувався тільки з тією умовою, що греки дадуть по три фунти золота на кожну людину в його війську. Тоді греки в першому ж морському бою біля мису Фарос запалили кілька княжих човнів т.з. «грецьким вогнем» — смертоносною зброєю на основі нафти та інших компонентів. На довершення лиха піднялася буря, яка розкидала руські лодії і багато в них потопила. Пішов на дно і човен самого князя, так що Володимира взяли в інший човен.
"І бисть буря велика, і розбило кораблі Русі, і княжий корабель розбило вітром, — свідчить літописець. — І взяв князя в корабель Іван Творимирич, воєвода Ярославів; інші ж воїни Володимирові викинуті були на берег, числом 6 тисяч … ".
Військо русичів змушене було розділитися: воїни, які втратили судна, під проводом Вишати вирішили повертатися суходолом, а князівська дружина під начальством Володимира Ярославовича рушила морем. Імператор Костянтин послав за русичами погоню суходолом і морем.
Помітивши човна греків, князь Володимир вступив в битву і в другому бою (вже в Чорному морі) розбив греків ущент, повернувшись до Києва з безліччю полонених. Були захоплені чотири ворожі трієри, а всі воїни, що знаходилися в них, перебиті або взяті у полон. Не так щасливо закінчився шлях шеститисячного загону, який під проводом Вишати повертався на батьківщину сушею фактично беззбройним. При місті Варні (нині болгарське місто на західному березі Чорного моря) русичів було оточено греками, чимало воїнів взяли у полон, багатьох мучили і осліпили. Відпущені вони були на Русь лише через три роки, після укладення миру з греками.

### Собор Святої Софії
В 1045 році Володимир Ярославович з тодішнім Новгородським єпископом Лукою Жидятою заклав кам'яний собор в ім'я Святої Софії, Премудрості Божої. Собор, який, на щастя, зберігся до наших днів, був освячений 14 вересня 1052 р. Цей храм став головною святинею вільного міста, духовним осередком його життя. Новгородці говорили: «Де Свята Софія, там Новгород; помремо, проллємо кров за Святу Софію».
За велінням князя у Новгороді також було споруджено кам'яну фортецю. Відомо, що Володимир був книжковою людиною. У списках XV—XVI століть збереглася Книга пророцтв, переписана для нього новгородським священиком Упирем Лихим в 1047 році.
4 жовтня 1052 р.  всього у 32-річному віці Володимир Ярославович преставився в Новгороді; тіло його було покладено у створеному ним храмі Святої Софії, де трохи раніше, в 1050 р., було поховано тіло його матері, княгині Анни.
У 1178 р. новгородці в одній гробниці зі святим Володимиром поклали тіло померлого у них князя Мстислава Ростиславича Хороброго. У 1439 р. архієпископ Новгородський Євтимій позолотив, розписав і поклав покриви на гробниці св. Володимира і його благочестивої матері; тоді ж він встановив святкувати їх пам'ять у 4-й день жовтня. У 1654 р. митрополит Новгородський Макарій переніс їх мощі з Корсунської паперті в саму церкву Святої Софії і поклав їх в нову раку на правій стороні, біля південного входу. Мощі св. князя Володимира Ярославича спочивають відкрито.

## Сім'я князя
Володимир Ярославович залишив по собі сина Ростислава, майбутнього князя Тмутараканського. Згідно родослову князів з Воскресенського літопису (XVI ст.), Володимир мав ще одного сина — Ярополка, однак його ім'я в інших джерелах не згадується. У Новгородському Синодику згадуєте його дружина, княгиня Олександра.
Відомо, що один з синів Ярослава одружився в 1043 р. з Одою, дочкою графа Ліпольда фон Штаде († до 1055 р.). М. Баумгартен доводив, що це був саме Володимир Ярославич. Графи фон Штаде були впливовими імперськими удільними володарями, які реально формували східну політику Римської імперії. З 1056 р. вони стали спадковими маркграфами Північної марки. У той же час, історик Назаренко О. В., поряд з низкою інших, виводить шлюб Оди з іншим сином Ярослава, Святославом та датує його 1070—1071 рр.

### Походження Оди Штаденської
Вперше графа Ліпольда фон Штаде батьком Оди назвав М. М. Карамзін. Завдяки цій версії, що була згодом підтримана багатьма істориками, за Одою в історіографії закріпилося прізвисько Штаденська. За іншою гіпотезою, висунутою К. Лехнером, Ліпольд, батько Оди, ототожнюється з маркграфом Угорської марки Луітпольда (Лютпольдом) († 1043 р.) з дому Бабенбергів, сином маркграфа Східної марки (Австрії) Адальберта. Ця версія була підтримана німецькими істориками. В історіографію її ввів О. В. Назаренко.
Цей шлюб був зовсім не випадковими. 6 січня 1043 р. Ярослав Мудрий запропонував кайзеру Генріху III скріпити союз шлюбом з однією із своїх дочок. Кайзер відмовив. Він вибрав Агнесу де Пуатьє, шлюб з якою допоміг йому підпорядкувати Лотарингію. Крім того, в Мерзебурзі були невдоволені політикою Ярослава Мудрого, який фактично врятував Польщу від розвалу і наступної анексії імперією.
За таких обставин шлюб Володимира з Одою (а потім — низка подібних союзів з впливовими німецькими князями) мав допомогти балансу сил, а по можливості — спрямувати німецьку активність на південь та захід, подалі від кордонів Київської держави.
Не виключено, однак, що Ода була видана не за Володимира, а за В'ячеслава чи Святослава Ярославичів. Це питання залишається наразі дискусійним.
Згідно «Штаденських анналів» Ода спочатку була черницею в монастирі Рінтельну, звідки вона була викуплена матір'ю в обмін на маєток Штедедорф біля Хеслінґу в Нижній Саксонії. Після цього Оду видали заміж за «короля Русі». Від цього шлюбу народився син, названий в анналах «Вартеслав». Після смерті чоловіка Ода повернулася до Саксонії, до того ж вона відвезла з собою значну частину грошей чоловіка. Там вона вийшла заміж удруге. Від цього шлюбу народилася дочка Аліарина, у якої пізніше був син на ім'я Бурхард, граф з Локума.
Німецький хроніст XI століття Ламперт Херсфельдський повідомляв у статті 1075 про те, що до двору імператора Генріха IV прибув «король Русі» на ім'я Дмитро, який попросив імператора надати йому допомогу проти його брата, котрий його вигнав. Для переговорів на Русь було надіслано посольство, яке очолив Бурхард, настоятель Трірської церкви. Як причину, з якої для цієї місії було обрано саме Бурхарда, хроніст вказав, що бунтівний брат «короля Русі» був одружений з сестрою Бурхарда. Це посольство було згадано під тим же 1075 роком в «Повісті врем'яних літ».
«Королем Русі», згаданим у цьому повідомленні, був Ізяслав Ярославович (у хрещенні Дмитро), а братом — Святослав Ярославич, до цього князь Чернігівський. Оскільки Бурхард згадується також у «Штаденських анналах» як брат Оди, то І. Л. Ґебгард зробив висновок про те, що саме Святослав Ярославич був чоловіком Оди. Ця версія згодом одержала широке поширення як в німецькій, так і в російській історіографії, і на даний час є переважаючою. До того ж, сином Оди від руського князя усі джерела називають Вартислава (у Володимира синами були Ростислав та Ярополк, а у Вячеслава — єдиний син Борис).

## Пам'ять
1439 року святителем Евфімієм, архієпископом Новгородським, встановлена пам'ять св. князю Володимиру 4 жовтня.